# Jadson Alves de Lima
Jadson Alves de Lima (10 agosto 2005) è un calciatore brasiliano, attaccante del Cuiabá.

## Carriera
Jadson è cresciuto nel settore giovanile del Cuiabá ed ha debuttato in prima squadra il 16 febbraio 2023 nell'incontro del Campionato Mato-Grossense vinto 3-1 contro il Nova Mutum. Il 4 agosto seguente è passato in prestito all'Atlético Mineiro, dove ha giocato con la squadra Under-20.
Rientrato al Cuiabá, il 3 luglio 2024 ha debuttato in Série A nell'incontro perso 2-1 contro il Botafogo.

## Statistiche

### Presenze e reti nei club
Statistiche aggiornate al 1º dicembre 2024.
| Stagione        | Squadra         | Campionato      | Campionato | Campionato | Coppe nazionali | Coppe nazionali | Coppe nazionali | Coppe continentali | Coppe continentali | Coppe continentali | Altre coppe | Altre coppe | Altre coppe | Totale | Totale | Totale |
| Stagione        | Squadra         | Comp            | Pres       | Reti       | Comp            | Pres            | Reti            | Comp               | Pres               | Reti               | Comp        | Pres        | Reti        | Pres   | Reti   |        |
| --------------- | --------------- | --------------- | ---------- | ---------- | --------------- | --------------- | --------------- | ------------------ | ------------------ | ------------------ | ----------- | ----------- | ----------- | ------ | ------ | ------ |
| 2023            | Cuiabá          | PD/MT+A         | 1+0        | 0          | CB              | 0               | 0               | -                  | -                  | -                  | -           | -           | -           | 1      | 0      |        |
| 2024            | Cuiabá          | PD/MT+A         | 0+5        | 0          | CB              | 0               | 0               | CS                 | 0                  | 0                  | CV          | 0           | 0           | 5      | 0      |        |
| Totale carriera | Totale carriera | Totale carriera | 6          | 0          |                 | 0               | 0               |                    | 0                  | 0                  |             | 0           | 0           | 6      | 0      |        |

## Palmarès

### Club

#### Competizioni statali
- Campionato Matogrossense: 2

Cuiabá: 2023, 2024